# Herman Miller (sceneggiatore)
Herman Miller (10 novembre 1919 – Los Angeles, 18 aprile 1999) è stato uno sceneggiatore statunitense.

## Biografia e carriera
Attivo soprattutto in televisione, anche nelle vesti di produttore, dopo la laurea nel 1952 alla University of Southern California, ebbe modo di lavorare in molte serie televisive di successo degli anni settanta.
Dopo aver scritto il soggetto di L'uomo dalla cravatta di cuoio (1968), diretto da Don Siegel, Miller prese spunto dallo sceriffo Coogan (interpretato nel film da Clint Eastwood) per creare la serie televisiva Uno sceriffo a New York (McCloud) (1970-1977), che ricalca le tematiche tracciate nel film di Siegel.
La serie Kung Fu, creata da Ed Spielman, venne sviluppata da Miller che ne scrisse i primi 3 episodi: per il primo episodio, Miller vinse un Writers Guild of America Award.
Negli anni ottanta scrisse la commedia The Ulysses Complex - and Penelope Not So Simple Either, che venne rappresentata off-Broadway e venne nominato agli Edgar Award per Deirdre (1986), primo episodio della terza stagione della serie Mike Hammer.

## Filmografia parziale
- Il virginiano (The Virginian) (1962) - serie Tv
- L'uomo dalla cravatta di cuoio (Coogan's Bluff) (1968)
- Kung Fu (1972-1975) - serie Tv
- Uno sceriffo a New York (McCloud) (1970-1977) - serie Tv
- Supercar (1985) - serie Tv
- Mc Gyver (1988) - serie Tv